# نیژنه‌شاکاروو
نیژنه‌شاکاروو (انگلیسی: Nizhneshakarovo) یک شهرک در شهرستان استرلیباشفسکی استان باشقیرستان کشور روسیه است.